# Markovce
Markovce – wieś (obec) na Słowacji położona w kraju koszyckim, w powiecie Michalovce. Pierwsze wzmianki o miejscowości pochodzą z roku 1281. 
Według danych z dnia 31 grudnia 2012, wieś zamieszkiwało 910 osób, w tym 455 kobiet i 455 mężczyzn.
W 2001 roku rozkład populacji względem narodowości i przynależności etnicznej wyglądał następująco:
- Słowacy – 88,16%
- Czesi – 2,24%
- Romowie – 1,58%
- Ukraińcy – 0,39%

Ze względu na wyznawaną religię struktura mieszkańców kształtowała się w 2001 roku następująco:
- Katolicy rzymscy – 28,68%
- Grekokatolicy – 7,11%
- Ewangelicy – 1,58%
- Prawosławni – 51,05%
- Ateiści – 0,79%
- Nie podano – 8,29%